# بليحاوية
البليحاوية (الاسم العلمي: Resedeae) هي قبيلة من النباتات تتبع فصيلة البليحائية من الرتبة الكرنبيات.

## أجناس البليحاوية
- البليحاء
- الجُرْدَى